# 小行星22064
小行星22064（22064 Angelalewis）是一颗绕太阳运转的小行星，为主小行星带小行星。该小行星于2000年1月5日发现。

## 轨道参数
小行星22064的轨道半长轴为2.7253371 UA，离心率为0.104。